# Dronautique

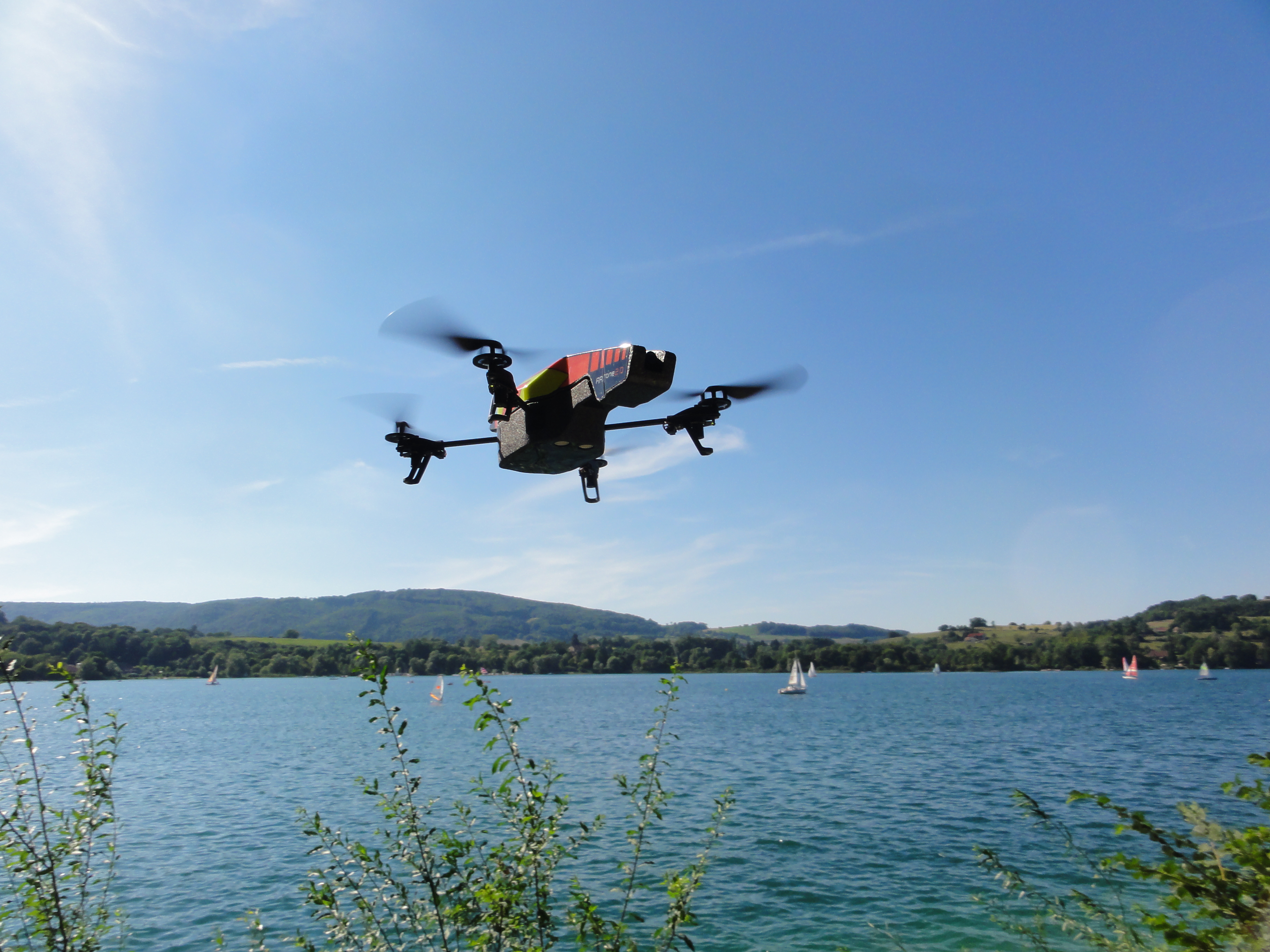
Drone Parrot AR.Drone 2.0 en vol.

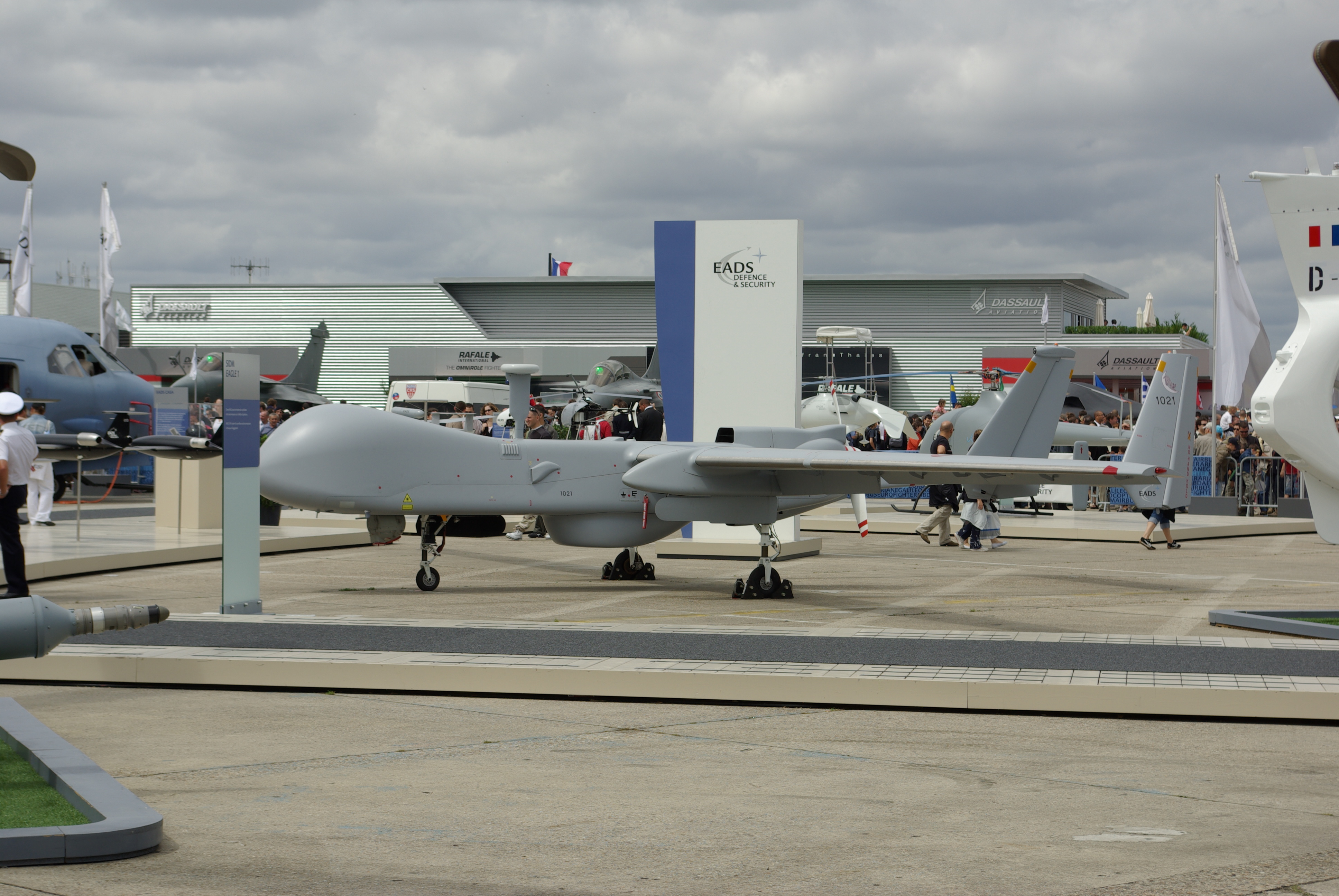
Drone EADS Harfang lors du Salon du Bourget de 2007.

La dronautique est l'industrie naissante des drones et des machines volantes télépilotées ou autonomes.
C'est une discipline d'ingénierie du début de XXIe siècle qui s'inscrit dans la tendance à l'automatisation des moyens de mobilité spatiale (en 3D dans l'air et dans l'eau, en 2D sur les surfaces), à l'instar du véhicule autonome (ex : Google car) pour les transports terrestres.

## Applications industrielles
Les applications industrielles de la dronautique sont nombreuses.  On peut citer :
- la détection et le sauvetage en mer de nageurs en difficulté,
- la surveillance géologique de massifs montagneux présentant des risques d'avalanche,
- la numérisation de carrières de pierres pour la coordination de l'exploitation,
- la surveillance des voies ferrées et des risques d'affaissement des rails,
- la numérisation de champs agricoles pour l'épandage sélectif d'engrais,
- le nettoyage de zone de guerre des mines dormantes,
- la détection et le secours de skieurs enterrés dans des avalanches,
- le transport rapide de sang et d'organes humains,
- le remplacement de produits phytosanitaire par largage de phéromones anti-parasites sur les arbres,

## Exemples d'entreprises de dronautique
- Elistair
- Hexadrone
- Parrot

## Extension du concept
La dronautique est parfois également envisagée pour des applications terrestres, navales et sous-marines.

## Variante lexicale
- Le terme « dronotique »[2] est parfois également utilisé, suggérant ainsi le couplage aux disciplines de la robotique, de l'automatique et de l'électronique.